# Estação Retiro (Salvador)
A Estação Retiro é uma das estações do Metrô de Salvador, situada em Salvador na confluência da Avenida Luís Eduardo Magalhães com a rodovia federal BR-324. É uma das estações que integram a Linha 1 do sistema.
Foi inicialmente prevista para ser inaugurada no final do mês de julho de 2014, um mês após da inauguração das outras quatro estações da linha, que só veio a ocorrer em 25 de agosto de 2014.
A estação foi inserida no projeto do VLT Metropolitano do governo estadual, especificamente no trecho Baixa do Fiscal-Retiro, ligando o sistema do Subúrbio (previsto para VLT) ao sistema metroviário pela Avenida San Martin. A fim de melhorar o acesso à estação, o governo contratou estudos para buscar investimentos privados para a construção de teleférico ligando as cumeadas dos morros à estação, em cada um dos lados (IAPI e Fazenda Grande do Retiro).

## Características
A estação tem 5 800 metros quadrados de área construída em elevado com integração a um terminal de ônibus urbano. Possui duas plataformas laterais de embarque/desembarque. O bicicletário tem capacidade para 108 bicicletas.